# Galaxy Zoo
Galaxy Zoo est un projet astronomique en ligne qui propose aux internautes de collaborer au projet de classifier plus d'un million de galaxies.

## Modalités
Les internautes bénévoles doivent travailler sur des images prises par le programme Sloan Digital Sky Survey et décider si les galaxies sont elliptiques ou spirales et signaler si elles possèdent des particularités comme avoir des spirales en forme de barre ou bien avoir subi des transformations. Le but de ce recensement est de valider les différents modèles galactiques proposés par les scientifiques. Au 5 décembre 2007, 85 000 internautes ont déjà participé au projet.

## Histoire du projet
Le projet s'inspire d'un précédent : Stardust@home, dans lequel la NASA a mis le public à contribution pour chercher des impacts de poussière spatiale dans un bloc d'aérogel à l'aide d'un microscope virtuel.
Contrairement à SETI@Home, un autre projet astronomique sur Internet, il ne s'agit pas de rassembler la capacité de calcul d'un grand nombre d'ordinateurs, mais de venir à bout d'une tâche très longue en la faisant accomplir en parallèle par un grand nombre de personnes.
Une version améliorée - Galaxy Zoo 2 - est entrée en service le 17 février 2009.
Le concept s'est étendu.  Galaxy Zoo est devenu un des projets du portail Zooniverse.